# Acianthus caudatus
Acianthus caudatus é uma espécie de orquídea terrestre pertencente à subtribo Acianthinae, originária do sudeste e leste da Austrália e Tanzânia. É planta anual, dotada de raízes compostas quase que exclusivamente por pares de pequenos tubérculos ovoides, com caules curtos e uma única folha basal disposta horizontalmente. A inflorescência comporta pequenas flores terminais ressupinadas de cores discretas, com sépalas e pétalas livres. O labelo é simples e plano, de tamanho muito diferente dos segmentos restantes. A coluna é delicada, sem apêndices acentuados, curvada próximo do ápice, apoda, com antera terminal e quatro polínias amarelas. Por ser a única espécie deste gênero com sépalas acuminadas mas sem terminação em caudas cilíndricas, e por apresentar duas polínias bilobuladas e dois viscídios, em 2002, foi proposta a criação do gênero Nemacianthus para acomodá-la.